# Rezerwat przyrody Struga Dobieszkowska

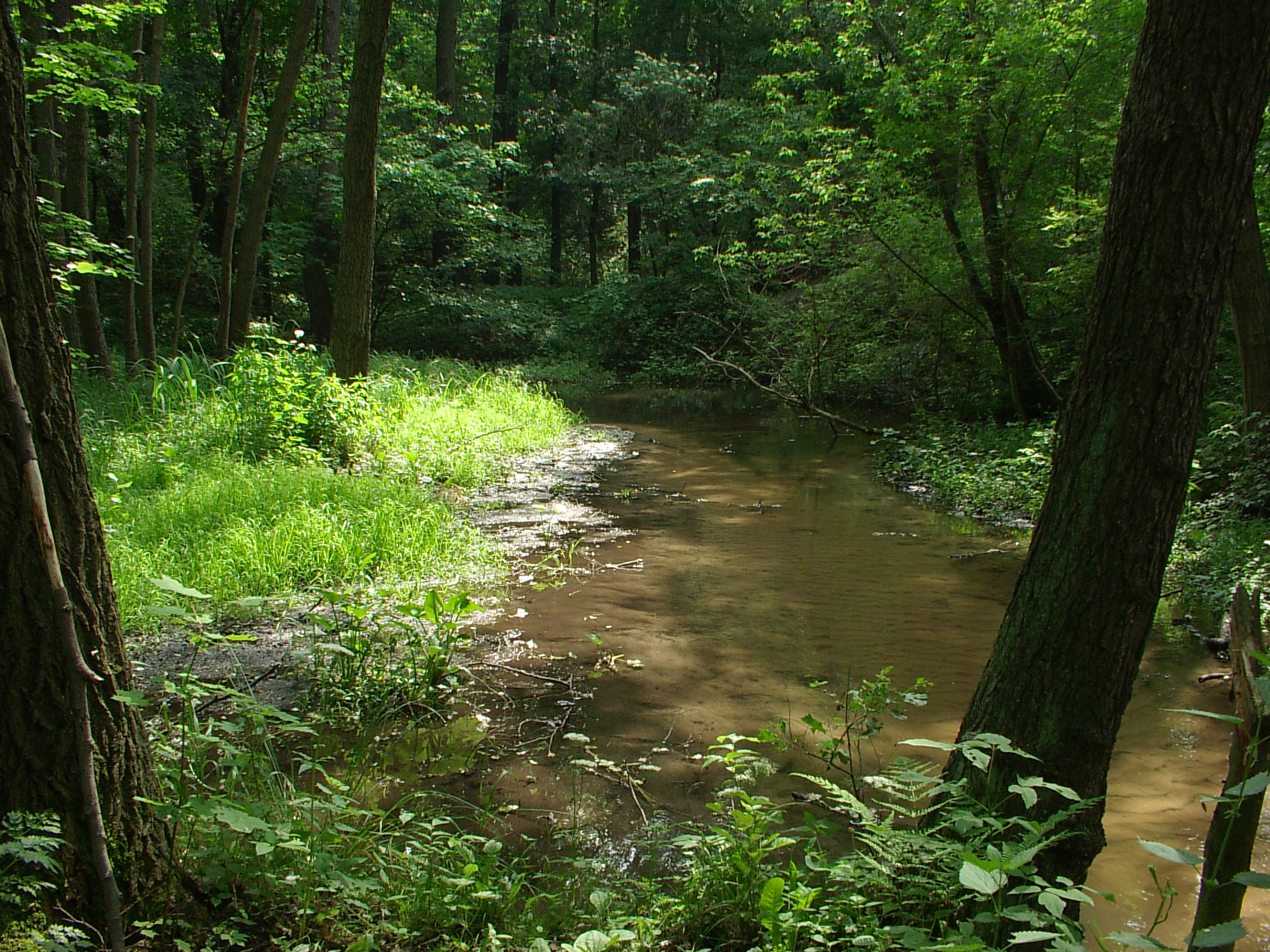
Rezerwat przyrody Struga Dobieszkowska

Rezerwat przyrody Struga Dobieszkowska – leśny rezerwat przyrody położony na terenie leśnictwa Janinów (Nadleśnictwo Brzeziny), w województwie łódzkim, w powiecie zgierskim, w gminie Stryków, pod Dobieszkowem. Znajduje się w granicach Parku Krajobrazowego Wzniesień Łódzkich.
Rezerwat został utworzony w 1990 roku i zajmuje powierzchnię 37,65 ha.
Celem ochrony jest zachowanie naturalnego krajobrazu leśnego strumienia Młynówki, z licznymi formami morfologicznymi, m.in. jarami, misami źródliskowymi oraz lasami, głównie łęgowymi i grądowymi.
Rzeźba terenu jest urozmaicona. Najwyższe wzniesienie ma 197 m n.p.m. Najniżej położony punkt 171 m n.p.m. Cały rezerwat znajduje się na dość stromym stoku i obejmuje część doliny Młynówki. Kąt nachylenia zbocza w niektórych miejscach osiąga ok. 30 stopni.

## Flora
W skład flory rezerwatu w poszczególnych warstwach lasu wchodzą:
- drzewostan: dąb, brzoza, jawor, grab, lipa, osika, klon zwyczajny, wiąz oraz miejscami sosna
- podszyt: leszczyna, grab, trzmielina, kalina, jarzębina, kruszyna, dąb, brzoza, bez koralowy, czeremcha zwyczajna i amerykańska;
- runo: gajowiec żółty, przylaszczka, gwiazdnica wielkokwiatowa, perłówka zwisła, fiołek leśny, borówka czarna, kosmatka owłosiona, siódmaczek leśny oraz konwalijka dwulistna

## Fauna
W tych bogatych zbiorowiskach leśnych występuje wiele gatunków zwierząt:
- owady: muchówki bzygowate związane z gnijącymi lub próchniejącymi pniami
- bezkręgowce wodne: muchówki ochotkowate, meszki i pijawki
- kręgowce:
  - bezszczękowce: minóg strumieniowy
  - płazy: traszki i żaby
  - gady: jaszczurki
  - ptaki: myszołów i wróblowe
  - ssaki: lis, kuna, łasica, sarna i dzik